# Tracheïde
Tracheïden zijn taps toelopende cellen voor watertransport, die in vrijwel iedere vaatplant zijn te vinden. Tracheïden maken deel uit van het xyleem. Werkende tracheïden zijn dode cellen. In de verhoute celwanden van deze cellen zitten stippels (cellen met verdunde celwand) waardoor het water gemakkelijk van de ene naar de andere tracheïde kan stromen zonder eerst door een dikke celwand heen te hoeven. De celwanden van tracheïden zijn verstevigd met lignine waardoor ze de druk van het water aankunnen en stevigheid bieden.
Tracheeën of houtvaten bestaan uit meerdere cellen, onderling verbonden door openingen over de volledige diameter van de cel.

## Websites
- Universiteit Gent. trachee en tracheïde, 2017.